# Chabiez
Chabiez (ros. Хабез) – auł w Rosji, w Karaczajo-Czerkiesji, ośrodek administracyjny rejonu chabieskiego. W 2010 liczył 6240 mieszkańców.